# Modesto Díaz
Modesto Díaz Álvarez (Baní, República Dominicana, 1826 - Yaguate, República Dominicana, 28 de agosto de 1892) fue un militar dominicano del siglo XIX, quien sirvió bajo las órdenes de los ejércitos dominicano, español e independentista cubano, alcanzando el grado de brigadier en el ejército español y Mayor general en el Ejército Mambí cubano. 

## Primeros años
Modesto Díaz Álvarez nació en Baní, República Dominicana, en el año 1826. Se conoce poco de su vida personal, excepto tal vez de su parentesco con los hermanos Luis, Félix y Francisco Marcano. 
Modesto Díaz combatió en la Guerra de la Restauración en su país de origen, siendo jefe militar de la Provincia de San Cristóbal. 
Al producirse la derrota de las fuerzas españolas en dicha guerra, Díaz, al igual que otros muchos dominicanos que habían apoyado a España, emigró a la colonia española de Cuba, integrando las Brigadas Dominicanas del ejército español con los grados de Brigadier. 

## Guerra de los Diez Años
El 10 de octubre de 1868, estalló en Cuba la Guerra de los Diez Años (1868-1878), por la independencia de la isla. El Brigadier Díaz fue movilizado por el gobierno colonial español y pasó a custodiar con sus fuerzas la cárcel de la ciudad cubana de Bayamo. 
Sin embargo, cuando las tropas cubanas asaltaron la ciudad, el Teniente general dominicano al servicio de Cuba, Luis Marcano, pariente del Brigadier Díaz, convenció a este de unirse al Ejército Mambí cubano. 
Carlos Manuel de Céspedes, jefe de los independentistas cubanos, le otorgó el grado de Teniente general, el cual fue poco después rectificado a Mayor general. 
Participó en un buen número de combates en los primeros años de la guerra, pero posteriormente desempeñó cargos de jefatura como los de jefe de los distritos de Bayamo (1869-1871 y 1872-1873) y Manzanillo (1873), tras lo cual, fue inspector general del Ejército Libertador. En los años finales de la guerra, fue jefe del Primer Cuerpo Oriental del ejército cubano. 
El 10 de febrero de 1878, se firma el Pacto del Zanjón, que puso fin a la guerra. El Mayor general Modesto Díaz depuso las armas junto a sus tropas en el poblado Yara en marzo de ese mismo año. Poco después, marchó de regreso a su país. 

## Fallecimiento
Falleció de causas naturales en Yaguate, Provincia de San Cristóbal, República Dominicana, el 28 de agosto de 1892.